# Підземний ремонт свердловин
Підземний ремонт свердловин (рос. ремонт скважин подземный; англ. well remedial work, well servicing, subsurface well repair; нім. Untertage-Bohrlochreparatur f, Untertagesondenreparatur f) –
- 1) Прикладна наукова і навчальна дисципліна, яка вивчає основи, технологію, технічне і матеріальне забезпечення процесів ремонту підземного (експлуатаційного внутрішньосвердловинного) обладнання і свердловин як споруд.

- 2) Ремонтні роботи, які здійснюються у свердловинах і скеровані на встановлення свердловинного (підземного) обладнання та підтримування свердловин у справному стані. В залежності від складності робіт Р.с.п. підрозділяють на поточний і капітальний. У промисловій практиці часто під терміном «ремонт свердловин підземний» розуміють тільки поточний ремонт.

## Підземний поточний ремонт свердловин
Підземний поточний ремонт свердловин — комплекс робіт, пов'язаний із підтримуванням свердловинного обладнання в працездатному стані і заданого режиму роботи свердловин.
До поточного ремонту належать роботи: 1) оснащення свердловини підземним обладнанням при введенні в експлуатацію чи зміні способу експлуатації; 2) забезпечення оптимізації режиму експлуатації; 3) відновлення працездатності свердловинного і гирлового устаткування; 4) очищення і промивання підіймальної колони і вибою від парафінових відкладів, солей, гідратних і піщаних пробок. Серед цього комплексу можна виділити роботи: 1) планово-запобіжні — ревізія і заміна насосів, клапанів та іншого обладнання, ліквідація негерметичності насосно-компресорних труб, піщаних і гідратних пробок, відкладів парафіну і солей; 2) вимушені — ліквідація обривів чи відґвинчувань штанг, полірованого штоку, пошкоджень кабелю; 3) технологічні — зміна обладнання на інший типорозмір, переведення на інший спосіб експлуатації, встановлення нового чи дослідного устаткування.
Сьогодні з кожних 100 підземних ремонтів на фонтанні свердловини припадає 2, на штангово-насосні — 58 (із них через обривання штанг — 30, через вихід з ладу штангового насоса — 25), на відцентровонасосні свердловини — 40, на решту — 2 ремонти. Середня тривалість ремонтів у годинах складає: при зміні електровідцентрового насоса — 45, штангового насоса — 40, при ліквідації обриву чи відґвинчування штанг — 24, обриву труб — 86, при переводі на інший спосіб експлуатації — 48. Середня тривалість підземного ремонту становить 21 годину. Поточні ремонти в залежності від глибини, на яку опущено у свердловину обладнання, та видів виконуваних робіт розділяють на дві категорії складності ремонту. Перша категорія на відміну від другої включає простіші види ремонту, а також складніші роботи при невеликих глибинах опускання обладнання (до 700—1600 м в залежності від виду робіт). Поточний ремонт свердловин являє собою частину технології видобування нафти і газу, витрати на яку включаються в собівартість продукції.

## Види підземного ремонту свердловин

### Ремонтно-лагоджувальні роботи
Такі роботи виконують для полагодження (виправлення) дефекту (зім'яття, зламу) в обсадній колоні. Зім'яту частину колони виправляють за допомогою виправних доліт, грушоподібних і колонних конусних фрезерів. Для цього почергово опускають виправні інструменти з послідовним збільшенням діаметра. Виправлену і пошкоджену ділянку цементують під тиском або перекривають металевим пластирем за допомогою пристрою дорн. Робота пристрою ґрунтується на розширенні поздовжньо-гофрованої труби до щільного контактування з обсадною колоною.
Якщо виправити колону не вдається, то опускають додаткову колону (летючку) з наступним цементуванням, або повертають свердловину на горизонт, що залягає вище, чи забурюють другий стовбур.
Пошкоджену і незацементовану частину експлуатаційної колони замінюють новою. Для цього верхню частину на 5—6 м вище дефекту відрізають труборізом, витягують, потім внутрішнім трубовловлювачем відгвинчують і витягують із свердловини пошкоджену ділянку. Тоді опускають нову колону, згвинчують із залишеною частиною і, при необхідності, цементують.

### Поворотні роботи
Поворотні роботи — це переведення даної свердловини для експлуатації продуктивного пласта, що залягає нижче або вище від того, який до цього експлуатувався. Для переведення свердловини на вищезалягаючий пласт нижче його підошви у свердловині створюють цементний міст (корок) або піщано-глинистий корок з цементним корком над ним. Якщо в інтервалі пласта, на який переводять експлуатацію свердловини, колона незацементована, то її доцільно витягнути.
Іноді переводять експлуатацію свердловини на пласт, що залягає нижче. Тоді залишений верхній пласт відключають так само, як при ремонтно-ізоляційних роботах.
Потім здійснюють перфорацію колони в інтервалі пласта, на який переводять свердловину для подальшої експлуатації.

### Ловильні роботи
Ловильні роботи — найскладніші і найбільш трудомісткі роботи, які пов'язані з ліквідацією різних аварій: прихоплення та «політ» труб, залишення у свердловині зануреного електронасоса (з кабелем або без нього), обрив насосних штанг, обрив кабелю, забивання (зашлакування) експлуатаційної колони.
Прихоплені труби звільняють розходжуванням, тобто почерговим натягом і посадкою колони труб. Для забезпечення звільнення створюють нафтову чи солянокислотну ванну або промивають свердловину.
Для влювлювання і витягування із свердловини НКТ використовують незвільнювані та звільнювані ловильні інструменти: трубовловлювачі, мітчики, ковпаки й овершоти. Робота трубовловлювачів грунтується на захопленні труби внутрішніми або зовнішніми плашками мітчика і ковпака, нарізанні в тілі труби відповідно внутрішньої або зовнішньої різьби; овершота  на защемленні муфти неприхоплених у свердловині труб пластинчастими пружинами. Штанги витягують за допомогою плашкових вловлювачів. Для вирівнювання верхнього кінця труб або штанг використовують конусний райбер або різально-стираючі кільцеві фрезери. Для суцільного фрезерування труб, штанг та інших предметів, що впали у свердловину, використовують вибійні фрезери. Попередньо перед витягуванням труб за допомогою печатки встановлюють місцезнаходження і визначають стан їх кінця. Потім використовують відповідний інструмент.
Для витягування із свердловини каната або кабелю використовують вудки з нерухомими та шарнірними гачками, які опускають на трубах.
Якщо верхній кінець каната знаходиться на гирлі, а нижній — прихоплений, то за допомогою канатного різака його обрізають біля місця прихоплення.
Для очищення стовбура свердловини від різних предметів, що впали у свердловину (кувалди, ланцюги від ключів, плашки тощо), використовують магнітні, вибійні і торцеві фрезери, павуки, йорші, свердла, пікоподібні долота тощо.

### Забурювання другого стовбура
Якщо пошкоджену частину існуючого стовбура свердловини не вдається відремонтувати забурюють другий стовбур. Для вирізання «вікна» в колоні, через яке забурюють другий стовбур, використовують райбер-фрезер разом із відхилювачем. Місце для вирізання «вікна» вибирають на глибині, де є тільки одна колона, між двома муфтовими з'єднинами в інтервалі стійких до осипання і непроникних порід (глини).

## Якість виконання підземного ремонту свердловини
Це ступінь цінності робіт з позицій господарської діяльності, що характеризується успішністю, технологічною та економічною ефективністю.
Якість ремонтних робіт при прийманні-здачі свердловини оцінюється на основі досліджень, які здійснюються в ході виконання ремонтних робіт та в період освоєння і подальшої експлуатації свердловини після ремонту, за дебітом і складом продукції для видобувних свердловин та приймальністю і тиском закачування для нагнітальних свердловин. Освоєння свердловин, окрім електровідцентровонасосних, здійснює виконавець ремонтних робіт. У ході освоєння свердловин встановлюють наявність, величину і характер припливу та відповідність їх вимогам, які сформульовані в плані на капітальний ремонт свердловини. При фонтанній експлуатації дебіт і склад продукції свердловини визначають після 24 годин фонтанування, або після одержання із неї рідини постійного складу в об'ємі, який дорівнює трьом об'ємам свердловини. При механізованій експлуатації свердловини дебіт і склад продукції визначають після 48 годин нормальної роботи, коли подача рідини відбувається без зривів, а динамограма роботи устаткування штангового свердловинного насоса нормальна. Якщо склад продукції не відповідає сформульованим вимогам, то освоєння повинно продовжуватися без участі бригад капітального ремонту свердловин до вилучення із свердловини відповідного об'єму рідини, який встановлюють у залежності від видобувних можливостей свердловини.
Якщо дебіт і склад продукції не відповідають сформульованим вимогам, то виконавець робіт має право здійснити повторні дослідження з визначення якості ремонту. Коли буде встановлено, що роботи виконано неякісно внаслідок помилковості результатів раніше проведених досліджень чи помилковості вибору виду ремонту, то виконаний ремонт вважається незакінченим, а свердловина не підлягає здачі. Якщо в ході продовження ремонту виконавцем буде доведено, що початковий ремонт було виконано якісно, то додаткові дослідження і ремонтні роботи включаються в об'єм ремонту і оплачуються замовником. При неякісно здійсненому ремонті з вини виконавця додатковий ремонт проводиться за рахунок коштів виконавця ремонту.
Успішність характеризують коефіцієнтом успішності, що являє собою відношення суми успішних свердловино-операцій до всіх виконаних свердловино-операцій. Ремонт вважається успішним при досягненні поставленої мети або відповідної величини приросту видобутку, об'єму закачування, скорочення відбору пластової води і непродуктивного закачування. Наприклад, успішність ремонту по ізоляції води встановлюють за зниженням обводненості продукції при рості чи збереженні дебіту свердловини по нафті (газу) за умов порівняльних режимів відбирання. Успішність ремонту, що зумовив незначне зниження дебіту свердловини при різкому зменшенні відбору води, може бути обґрунтована тільки економічно. Технологічна ефективність являє собою в першу чергу натуральний ефект, що виражається для видобувних свердловин приростом кількості видобутої нафти (газу) i зменшенням відбору води, для нагнітальних і поглинальних — збільшенням об'єму корисного і зменшенням об'єму непродуктивного закачування, для водозабірних — збільшенням дебіту кондиційної і зменшенням припливу некондиційної води. Крім цього, вона характеризується також тривалістю ефекту. Економічну ефективність витрат на видобування нафти (газу) обчислюють за зміною до і після ремонту з урахуванням витрат на виконання самого ремонту.

## Обладнання, що застосовується при підземному ремонті свердловин

Рисунок – Схема установки з гнучкими трубами для підземного ремонту свердловин: 1 – циркуляційний перехідник; 2 – колона гнучких труб (КГТ); 3 – колонна головка; 4 – дросель; 5 – відвідна лінія; 6 – циркуляційний трійник з дроселем протитиску і засувкою; 7 – чотириплашковий превентор; 8 – сальникова коробка; 9 – індикатор ваги; 10 – інжекторна головка для подачі та вилучення колони гнучких труб; 11 – випрямляючий пристрій; 12 – підйомний кран інжектора; 13 – барабан з гнучкими трубами; 14 – кабіна керування; 15 – енергетичний блок

Практично всі роботи з підземного поточного та капітального ремонту супроводжуються спуском у свердловину і підйомом з неї труб, штанг та різних інструментів. Тому одним з основних видів обладнання, яке встановлюють над гирлом свердловин при підземному ремонті є підіймальні споруди (стаціонарні вишки, двоногі щогли й екліпси) і механізми та спеціальний інструмент (механічні ключі для згвинчування і розгвинчування труб і штанг, елеватори, вертлюги й інші пристосування).
Для ремонтних робіт широко використовують пересувні комплекси підіймального обладнання зі складною вишкою на шасі автомобілів високої прохідності й тракторах, а також колтюбінгові установки. У промисловій практиці підіймальною установкою (або агрегатом) прийнято називати обладнання, що складається з вежі, підйомника, талевої системи та інших допоміжних елементів. Це обладнання призначено для виконання поточних ремонтних робіт, які не потребують розбурювання цементу і пробок, інтенсивних промивок під високим тиском та інших складних операцій. При складних роботах використовують підіймальне обладнання, яке, крім підіймальних агрегатів, уключає насосні установки, ротор, вертлюг та інші пристосування.
Як підіймальні пристрої для спуско-підіймальних операцій з укладанням труб і штанг на містки застосовують агрегати «Азінмаш-37А», «Азінмаш-43А», «Бакинець-3М», УПТ1–50 та інші.
Агрегат «Азінмаш-37А» змонтований на шасі автомобіля КрАЗ, має лебідку, вишку висотою 18 м з талевою системою вантажопідйомністю до 32 т. Він забезпечений автоматами АПР-ГП і АШК-Т для згвинчування й розгвинчування труб і штанг. Привід обладнання агрегату — від двигуна автомобіля.
Агрегат «Азінмаш-43А» являє собою тракторну модифікацію агрегату «Азінмаш-37А».
Устатковання тракторне піднімальне УПТ1–50 змонтовано на гусеничному тракторі Т–130Г–1, призначене для проведення спуско-підіймальних робіт з насосно-компресорними і бурильними трубами, насосними штангами в процесі поточного і капітального ремонтів свердловин.
Воно складається з таких основних вузлів: шестишвидкісної коробки передач, однобарабанної лебідки, телескопічної вежі з талевою системою, гідравлічної, пневматичної i електричної систем управління, вузла приводу ротора та інших допоміжних механізмів (рис. 4.20). Під час встановлення i знімання вежі управління здійснюється з ручного виносного пульта, а в процесі спуско-піднімальних операцій — з кабіни водія. Загальне компонування основних вузлів устаткування відповідає компонуванню агрегату Азінмаш-43А. Агрегат УПТ1-50 характеризується вищими основними параметрами, зокрема: висота від землі до осі кронблока 19 м, вантажопіднімальність 500 кН i т. п.
Складні види робіт з насосно-компресорними й бурильними трубами при освоєнні, капітальному і поточному ремонті свердловин з розбурюванням цементних пробок виконують за допомогою агрегатів «А-50-У», комплексу обладнання «КОРО-80» та іншого обладнання.
Агрегат «А-50-У» зібраний на шасі автомобіля КрАЗ-257. Він призначений для спуско-підіймальних операцій з бурильними і насосно-компресорними трубами при поточному і капітальному ремонті свердловин, у процесі бурових робіт з промиванням свердловин. Максимальна вантажопідйомність агрегату на гаку — 50 т, найбільший тиск на викиді насоса — 16 МПа, продуктивність при тиску 6 МПа близько 10 л/с.
Комплекс «КОРО-80» складається з підіймальної установки УПА-80 (вантажопідйомність на гаку — 80 т), змонтованої на шасі автомобіля МАЗ-537, насосного блока на причепі, пересувних містків з робочою площадкою та інструментальним візком, ротора і вертлюга. Установка забезпечена автоматом АПР-ГП для розгвинчування й згвинчування насосно-компресорних труб і ключем КГП для операцій з бурильними трубами. Підіймальна установка УПА-80 має привід від двигуна автомобіля, а насос — від трансмісійного вала лебідки через карданний вал.
Перспективним напрямком спеціалізованого обладнання для газонафтової промисловості сьогодні є колтюбінґ. У колтюбінгових установках використовуються гнучкі безперервні труби, які замінюють традиційні збірні бурильні труби при роботах всередині свердловин. Такі труби завдяки своїй гнучкості здатні надати доступ навіть в бічні і горизонтальні стовбури, крім того не потрібно проводити операції по збиранню і розбиранню бурильної колони.
Колтюбінг широко використовується в технологічних, а також ремонтно-відновлювальних роботах, які виконуються на нафтових, газових і газоконденсатних свердловинах.
Обладнання установки колтюбінгу змонтоване на шасі автомобіля чи автомобільному напівприцепі. До складу обладнання входять, окрім колони гнучких труб, інжектор та лубрикатор, блок превенторів, які під час роботи монтують на гирлі свердловини.
Колтюбінґові установки можуть працювати без глушіння свердловини з герметизацією гирла до тиску 70 МПа.
Для механізації поточних, профілактичних і капітальних ремонтів обладнання і свердловин застосовують комплекс пристроїв — агрегати АРОК для технічного обслуговування й ремонту верстатів-качалок, штанговози для транспортування штанг АПШ та труб 2ТЭМ, агрегати «Азінмаш-48» для змащення верстатів-качалок, агрегати АНР-1 для наземного ремонту обладнання, установки для перевезення і перемотування кабелю, агрегати ПАРС для підготовчих робіт при ремонті свердловин та ін.
На промислах широко застосовують ремонт свердловин з використанням інструменту, який спускається на тросі, що дає змогу проводити деякі види ремонту без вилучення насосно-компресорних труб (ловильні роботи, видалення парафінових кірок і солей із стінок НКТ, регулювання й виймання пускових та робочих клапанів).
При роботі з легкими інструментами (желонки при чищенні пробок, поршні при поршнюванні, короткі колони насосних штанг і т. ін.) канат від барабана лебідки перекидають через один ролик на кронблоці безпосередньо до інструменту, який підвішують або до гака. При цьому система працює без застосування талей.
При роботах, пов'язаних з обертанням колони труб (наприклад, при розбурюванні цементу) над гирлом свердловини, як і при бурінні, встановлюють ротор.
Вишки встановлюють на бутобетонних або дерев'яних фундаментах, а для стійкості зміцнюються відтяжками зі сталевого каната, які з'єднуються з якорями, закріпленими в ґрунті.
Для обслуговування кронблока (монтаж, демонтаж, оснащення талевої системи, змащення) вишки забезпечуються маршовими сходами.
При експлуатації неглибоких свердловин установка громіздких вишок недоцільна, тому над такими свердловинами встановлюють легкі, як правило двоногі щогли.